# Grand Tower (Frankfurt am Main)
Der Grand Tower (ehemals Tower 2) ist ein im Jahr 2020 fertiggestelltes Hochhaus im Europaviertel in Frankfurt am Main. Mit 180 Metern Höhe ist es Deutschlands höchstes Wohnhochhaus und löste damit das 1973 erbaute 147 Meter hohe Kölner Colonia-Haus ab. Der Turm befindet sich neben dem Einkaufszentrum Skyline-Plaza. Der Entwickler gibt die Gesamtinvestition mit rund 250 Millionen Euro an.
Der Grand Tower gilt als erstes Wohnhochhaus Deutschlands, das global vermarktet wurde; wobei vor allem der asiatische, arabische und nordamerikanische Markt in den Fokus genommen wurde.

## Planung und Bau
Baubeginn war im Februar 2016. Für die Projektentwicklung zeichnet der Bauträger gsp Städtebau GmbH verantwortlich. Die Architektur stammt nach gewonnener Wettbewerbsausschreibung im Jahr 2014 vom Frankfurter Architekturbüro Magnus Kaminiarz & Cie. Der Exklusivvertrieb erfolgt durch Jones Lang LaSalle. Die Rohbauarbeiten übernahm das Ingelheimer Familienunternehmen Karl Gemünden GmbH & Co. KG. 25 % der Wohnungen wurden bereits vor Baubeginn verkauft, zu Jahresbeginn 2018 waren bereits 97 % der Wohnungen verkauft. Im September 2018 wurde das Richtfest gefeiert. Die Fertigstellung war zunächst für das Jahr 2019 geplant. Am 10. Juni 2020 meldete gsp Städtebau die Fertigstellung des Gebäudes. Die ersten Bewohner sollten im Verlauf des gleichen Monats einziehen.
Charakteristisch für das Gebäude sind der rautenförmige Grundriss, die raumhohe Verglasung und die abgerundeten Loggienelemente.
Das Problem verdunkelter Kernräume im Hochhaus umgehen die Architekten, indem Bäder und Hauswirtschaftsräume entlang der Wand zum Ringflur angeordnet sind. Das ermöglicht mehr Tageslicht in den Wohn- und Schlafräumen entlang der Fassade.

## Nutzung

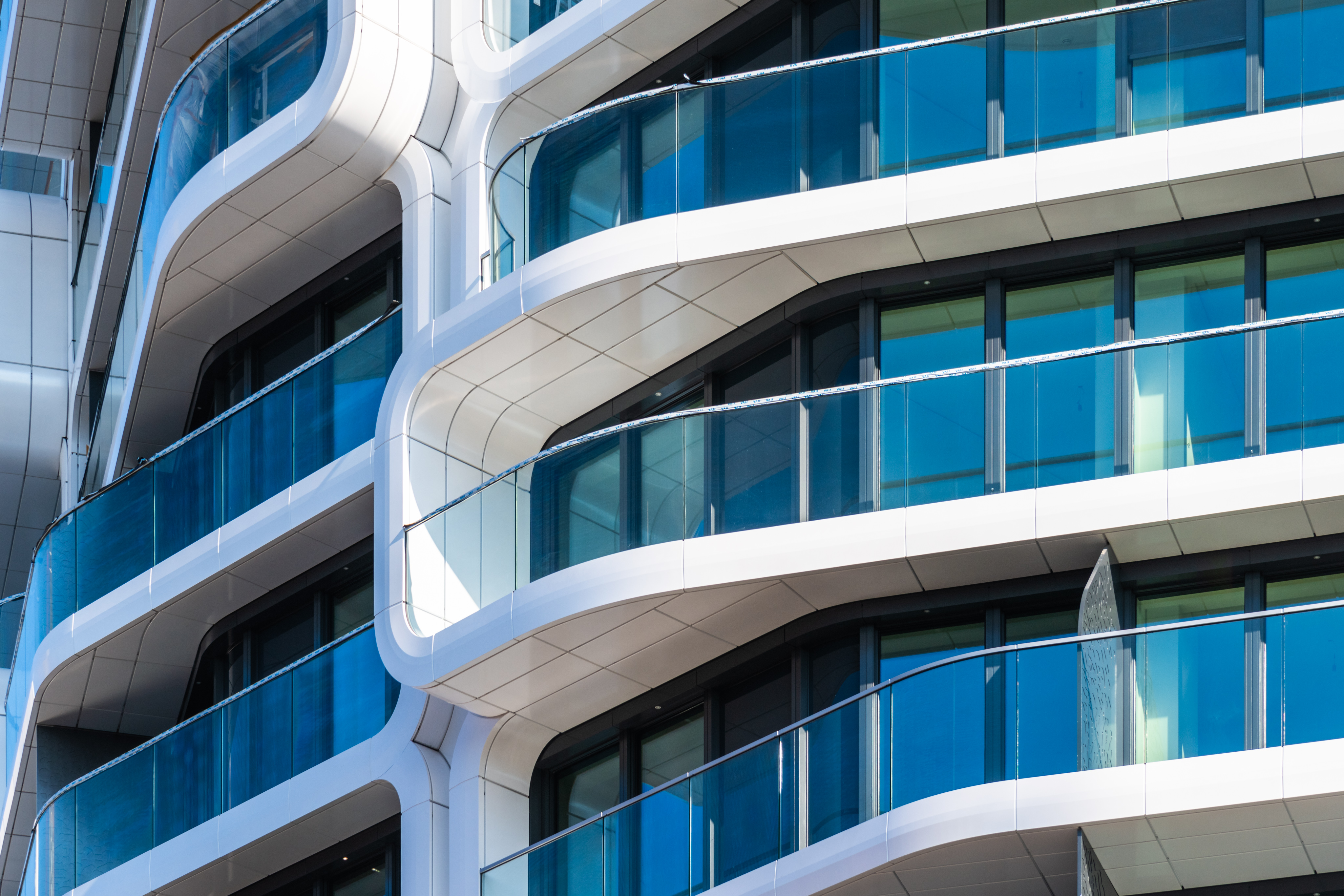
Detailansicht der Fassade

Bei Fertigstellung enthielten die 47 Geschosse des Grand Towers Platz für 413 Eigentumswohnungen mit insgesamt 32.600 Quadratmetern Wohnfläche und Einzelgrößen zwischen 48 und 300 Quadratmetern. Anfangs waren 401 Wohnungen geplant. Die Durchschnittspreise für die Wohnungen liegen bei 8.700 Euro pro Quadratmeter. Die zur Fertigstellung von JLL genannten Preise für die verbleibenden Wohnungen ergeben jedoch einen Spitzenpreis von bis zu 30.000 Euro pro Quadratmeter. Je nach Etage, Größe, Ausstattung und Zeitpunkt des Erwerbs liegt die Kaufpreisspanne zwischen 634.000 und 9,1 Millionen Euro. Zum Fertigstellungszeitpunkt waren fünf Wohnungen noch nicht verkauft, darunter ein Penthouse.

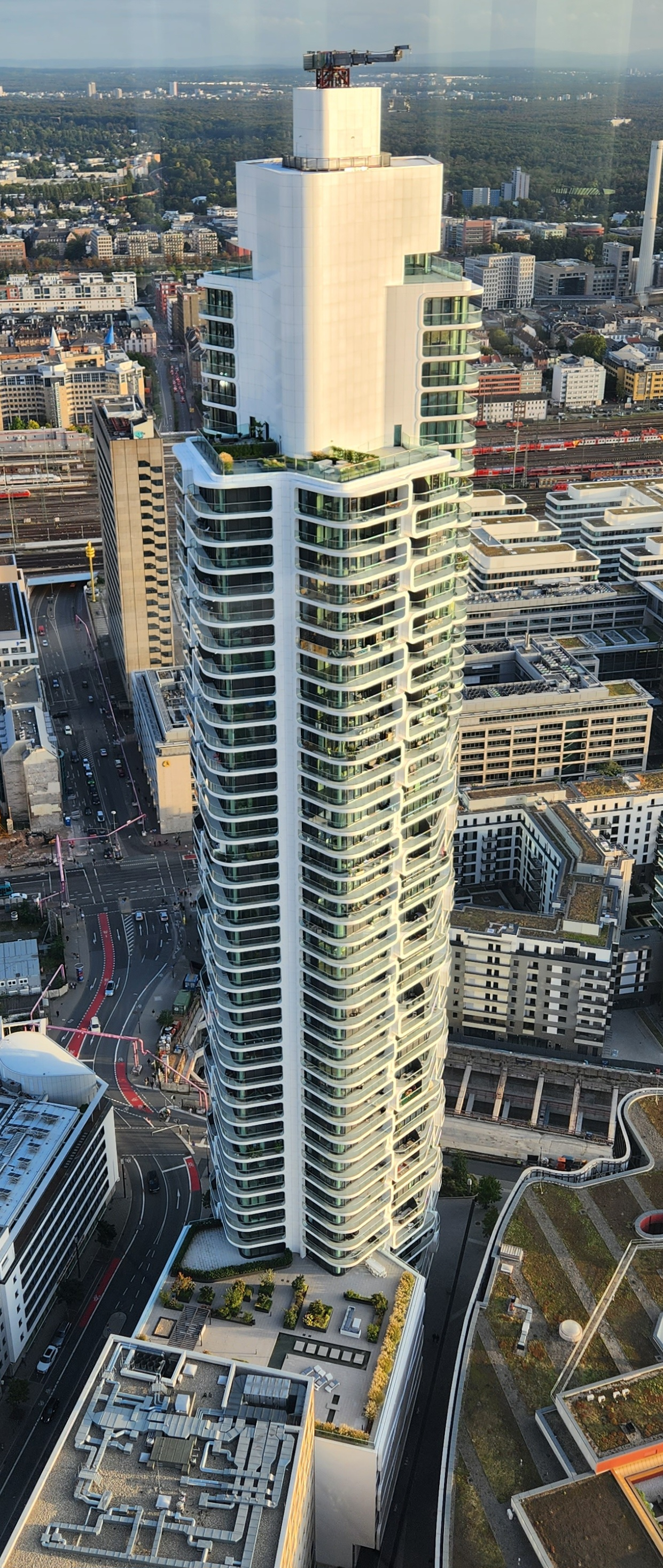
Blick von oben auf den Wolkenkratzer

Auf 141 Metern Höhe ist ein 150 m² großes Sunset-Deck für die Bewohner vorhanden. Dazu kommt die als Garten angelegte sogenannte Grand Terrace mit rund 1.000 m² Fläche in der siebten Etage. Außerdem wird ein Concierge-Service angeboten. Ein angrenzendes Parkhaus bietet auf drei unter- und acht oberirdischen Etagen insgesamt 427 Autostellplätze.

## Auszeichnungen
- International Property Awards 2017–2018, Kategorie Best Residential High-Rise Architecture und Kategorie Best Marketing Europe[15]
- International Property Award 2017, Kategorie Wohnhochhaus Europa[16]
- German Design Award 2017, Kategorie Wohnhäuser[17]
- European Property Awards, Best Development Marketing Germany 2017–2018[18]
- European Property Awards, Best Residential High-Rise Development und Best Residential High-Rise Architecture Germany 2017–2018, Kategorie Wohnhäuser[19][20]
- German Design Award 2017, Kategorie Excellent Communications Design Books and Calendars[21]